# Asimina

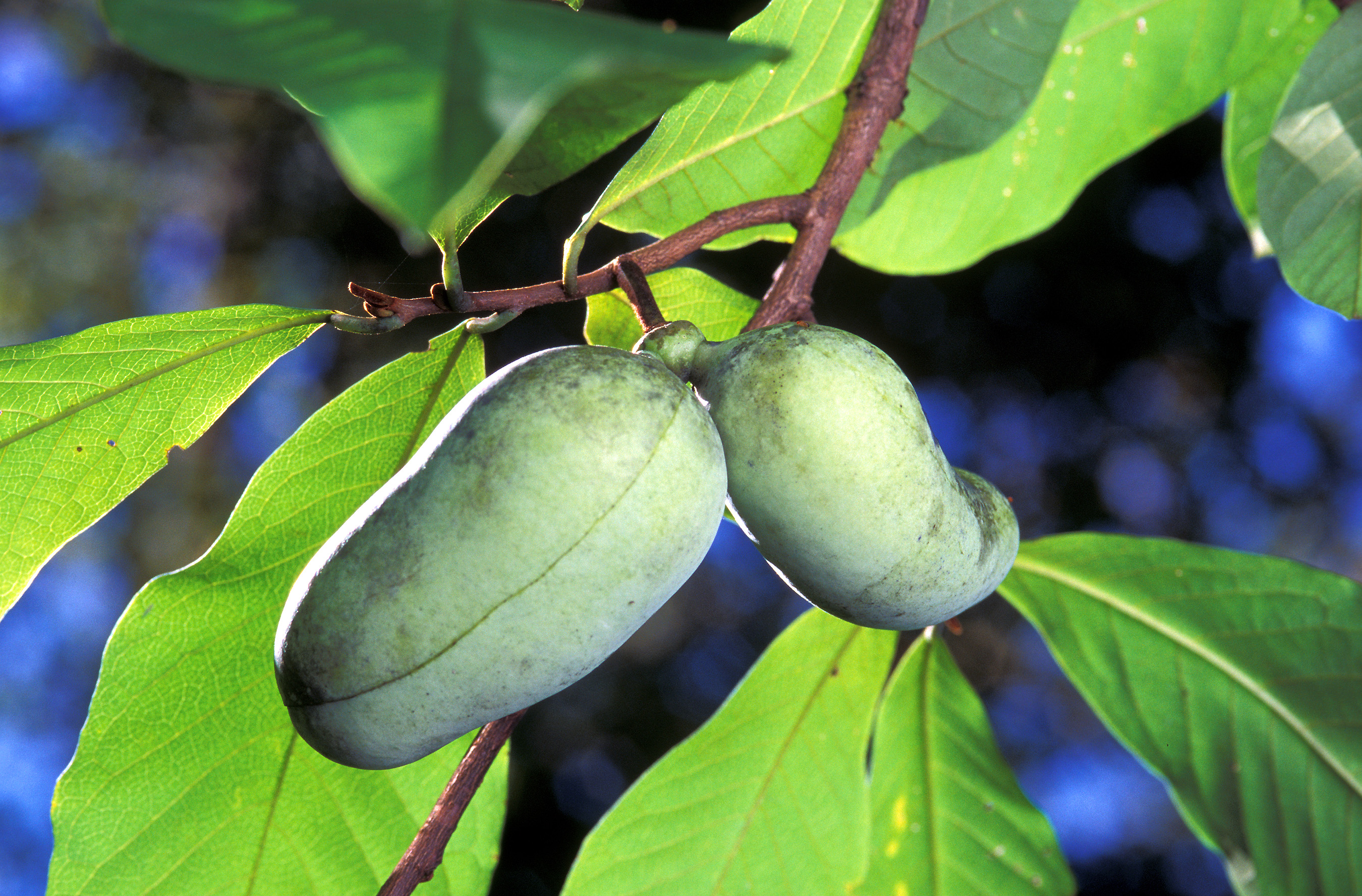
A. triloba, denominada árvore pawpaw, sobressai-se por seus frutos, que ostentam entre 7 a 12 centímetros de extensão, constituindo-se como os maiores frutos autóctones dos Estados Unidos.

Asimina é um género botânico pertencente à família Annonaceae.